# William C. Lee
Pour les articles homonymes, voir Lee.
William Carey « Bill » Lee est un major général américain né le 12 mars 1895 à Dunn (Caroline du Nord) et mort le 25 juin 1948 dans la même ville.

## Biographie
William Carey Lee est né le 12 mars 1895 à Dunn en Caroline du Nord, l'un des sept enfants d'Emma et Eldridge Lee. Son père est marchand. Il étudie à Wake Forest College et au North Carolina State College. Il participe au Corps d'entraînement des officiers de réserve (ROTC). Comme second lieutenant dans l'infanterie de l'armée américaine en 1917 et sert durant la Première Guerre mondiale avec la Force expéditionnaire américaine en France sur le front occidental.
Quand les États-Unis entrent dans la Seconde Guerre mondiale en décembre 1941 il a le grade de général et est un partisan de la guerre aéroportée. Le président Franklin Roosevelt a parrainé le concept et il est autorisé à former le premier peloton parachutiste. Il est le premier commandant de l'école de sauvetage de l'armée des États-Unis à Fort Benning en Géorgie.
En août 1942 il commande la 101e division au camp Claiborne en Louisiane. Il aide à planifier le D-Day en Normandie. Ayant subi un accident vasculaire cérébral il est remplacé au commandement de la 101e par le général de division Maxwell Davenport Taylor, qui l'a commandé jusqu'à la fin de la guerre.
William Lee a pris sa retraite de l'armée américaine pour des raisons de santé à la fin de 1944. Il est mort à son domicile de Dunn, en Caroline du Nord, quatre ans plus tard.